# Hyori's Homestay
Hyori's Homestay (tiếng Hàn: 효리네 민박; Romaja: Hyorine Minbak; dịch nghĩa đen: "Giường và bữa sáng của Hyori") là chương trình truyền hình Hàn Quốc của cặp đôi Lee Hyori và Lee Sang-soon Chương trình được phát sóng trên JTBC vào chủ nhật lúc 20:50 KST, với tập đầu tiên được chiếu vào ngày 25 tháng 6 năm 2017. Chương trình được quay tại nhà của Hyori và Lee Sang-soon ở đảo Jeju, nơi họ mở một B&B.

## Cast

### Chính
- Lee Hyori
- Lee Sang-soon

### Nhân viên

#### Mùa 1
- IU

#### Mùa 2
- Im Yoon-ah[4]
- Park Bo-gum (Part-time)[5]

### Khách
| Khách                 | Tập #   |
| --------------------- | ------- |
| Gimhae Girls          | 1 – 3   |
| The Explorers         | 2 – 8   |
| Seoul Siblings        | 4 – 7   |
| Haman Elder Couple    | 3 – 6   |
| Wangsimni Flower Boys | 5 – 8   |
| Seoul Sisters         | 6 – 8   |
| Seongnam Couple       | 8 – 10  |
| Jung Dami             | 9 – 10  |
| Daegu Coworkers       | 10 – 12 |
| The Police Women      | 11 – 12 |
| Music Major Students  | 12 – 13 |
| Incheon Twins         | 12 – 14 |
| Long Distance Couple  | 12 – 14 |

| Khách                                                               | Tập #   |
| ------------------------------------------------------------------- | ------- |
| The Judo Quintet                                                    | 2 – 5   |
| Yeon Sisters                                                        | 3 – 5   |
| Surfer Team                                                         | 3 – 8   |
| Backpacker Team                                                     | 5 – 10  |
| Daejeon Fin.K.L                                                     | 6 – 8   |
| Surgery Team                                                        | 6 – 8   |
| Father and Son                                                      | 8 – 11  |
| Wedding Photography Couple                                          | 8 – 11  |
| Highschool-friend Soldiers                                          | 10 – 11 |
| First Foreigner (Vị khách đầu tiên của mùa 2.5, phiên bản mùa xuân) | 12 –    |
| Motorbike Duo                                                       | 12 –    |
| 15-years Female Friend Couple                                       | 14 –    |
| Four-members Family                                                 | 14 –    |

## Rating
Bảng rating dưới đây, tập phát sóng có rating cao nhất của chương trình sẽ có màu đỏ, và tập phát sóng có rating thấp nhất sẽ có màu xanh.

### Mủa 1
| Tập #         | Ngày phát sóng      | AGB Nielsen Korea | AGB Nielsen Korea |
| Tập #         | Ngày phát sóng      | Toàn quốc         | Vùng thủ đô Seoul |
| ------------- | ------------------- | ----------------- | ----------------- |
| 1             | 25 tháng 6 năm 2017 | 5.842%            | 6.391%            |
| 2             | 2 tháng 7 năm 2017  | 6.186%            | 7.250%            |
| 3             | 9 tháng 7 năm 2017  | 6.984%            | 8.109%            |
| 4             | 16 tháng 7 năm 2017 | 6.745%            | 7.581%            |
| 5             | 23 tháng 7 năm 2017 | 7.211%            | 8.035%            |
| 6             | 30 tháng 7 năm 2017 | 6.172%            | 6.439%            |
| 7             | 6 tháng 8 năm 2017  | 7.508%            | 8.641%            |
| 8             | 13 tháng 8 năm 2017 | 7.496%            | 8.134%            |
| 9             | 20 tháng 8 năm 2017 | 9.995%            | 11.055%           |
| 10            | 27 tháng 8 năm 2017 | 7.820%            | 8.192%            |
| 11            | 3 tháng 9 năm 2017  | 8.155%            | 8.893%            |
| 12            | 10 tháng 9 năm 2017 | 8.448%            | 9.798%            |
| 13            | 17 tháng 9 năm 2017 | 8.147%            | 9.178%            |
| 14 (Đặc biệt) | 24 tháng 9 năm 2017 | 8.080%            | 9.523%            |

- Tập 9 phá vỡ kỉ lục của tất cả các chương trình tạp kĩ của JTBC. Vào thời điểm đó, chương trình là một loạt chương trình được xếp hạng cao nhất của nhà đài JTBC.[7]

### Mùa 2
| Tập #         | Ngày phát sóng      | AGB Nielsen Korea | AGB Nielsen Korea |
| Tập #         | Ngày phát sóng      | Toàn quốc         | Vùng thủ đô Seoul |
| ------------- | ------------------- | ----------------- | ----------------- |
| 1             | 4 tháng 2 năm 2018  | 8.016%            | 9.116%            |
| 2             | 11 tháng 2 năm 2018 | 7.726%            | 8.988%            |
| 3             | 18 tháng 2 năm 2018 | 4.669%            | 5.195%            |
| 4             | 25 tháng 2 năm 2018 | 6.718%            | 7.570%            |
| 5             | 4 tháng 3 năm 2018  | 7.142%            | 8.129%            |
| 6             | 11 tháng 3 năm 2018 | 9.157%            | 11.156%           |
| 7             | 18 tháng 3 năm 2018 | 10.750%           | 12.162%           |
| 8             | 25 tháng 3 năm 2018 | 8.329%            | 10.173%           |
| 9             | 1 tháng 4 năm 2018  | 7.178%            | 8.674%            |
| 10            | 8 tháng 4 năm 2018  | 7.395%            | 8.940%            |
| 11            | 15 tháng 4 năm 2018 | 6.543%            | 7.341%            |
| 12            | 22 tháng 4 năm 2018 | 6.929%            | 7.625%            |
| 13            | 29 tháng 4 năm 2018 | 5.770%            | 6.367%            |
| 14            | 6 tháng 5 năm 2018  | 5.871%            | 6.247%            |
| 15            | 13 tháng 5 năm 2018 | 5.621%            | 6.001%            |
| 16 (Đặc biệt) | 20 tháng 5 năm 2018 | 3.417%            | 3.957%            |

- Tập 6 đánh dấu sự xuất hiện của Park Bo-gum như một người làm part-time. Vào thời điểm đó, chương trình là một loạt chương trình được xếp hạng cao nhất của nhà đài JTBC.[8]
- Tập 7 đã vượt kỉ lục rating của tập 6 và nhận được rating hai chữ số. Là tập có tỷ lệ người xem cao nhất cho cả hai mùa của chương trình.[9] Giám đốc sản xuất Yoon Hyun-joon nói, "Tôi không thể phủ nhận rằng có một hiệu ứng tên Park Bo-gum" trên rating."[10]

## Giải thưởng và đề cử
| Năm  | Lễ trao giải              | Hạng mục                   | Người nhận       | Kết quả   | Tham khảo |
| ---- | ------------------------- | -------------------------- | ---------------- | --------- | --------- |
| 2018 | 54th Baeksang Arts Awards | Best Entertainment Program | Hyori's Homestay | Đoạt giải | [ 11 ]    |

## Liên kết khác
- Hyori's Homestay season 1 (tiếng Hàn)
- Hyori's Homestay season 2 (tiếng Hàn)

Bản mẫu:JTBC